# Stare Sioło (gmina w województwie lwowskim)
Stare Sioło – dawna gmina wiejska w powiecie bóbreckim województwa lwowskiego II Rzeczypospolitej (1934–1939). Siedzibą gminy było Stare Sioło.
Gminę utworzono 1 sierpnia 1934 r. w ramach reformy na podstawie ustawy scaleniowej z dotychczasowych gmin wiejskich: Budków, Podmanasterz, Stare Sioło, Szołomyja i Wodniki.
Zniesiona w 1939 roku po okupacji ZSRR, gdzie nie funkcjonowały gminy zbiorowe (vide rejon bóbrecki).
Nie reaktywowana po zajęciu obszaru przez władze hitlerowskie na skutek wojny niemiecko-radzieckiej, a jej dawny obszar wszedł w skład gmin Chlebowice Wielkie, Dawidów i Podhorodyszcze w Landkreis Lemberg (dystrykt Galicja, Generalne Gubernatorstwo):
| Gmina (II RP)   | Powiat (II RP) | Miejscowości / gromady                                                                                            | Rejon w ZSRR (1939–1941) | Gmina w Landkreis Lemberg |
| --------------- | -------------- | --- | ------------------------ | ------------------------- |
| Chlebowice Wlk. | bóbrecki       | Chlebowice Wielkie, Hucisko, Łopuszna, Olchowiec, Suchodół, Wołoszczyzna                                          | bóbrecki                 | Chlebowice Wielkie        |
| Stare Sioło     | bóbrecki       | Budków i Podmanasterz                                                                                             | bóbrecki                 | Chlebowice Wielkie        |
| Dawidów         | lwowski        | Dawidów, Krotoszyn, Pasieki Zubrzyckie i Zubrza                                                                   | winnikowski              | Dawidów                   |
| Czyszki         | lwowski        | Gańczary | winnikowski              | Dawidów                   |
| Stare Sioło     | bóbrecki       | Stare Sioło i Szołomyja                                                                                           | bóbrecki                 | Dawidów                   |
| Podhorodyszcze  | bóbrecki       | Dźwinogród, Horodysławice, Hryniów, Kocurów, Mikołajów, Podhorodyszcze, Podjarków, Podsosnów, Romanów i Siedliska | bóbrecki                 | Podhorodyszcze            |
| Stare Sioło     | bóbrecki       | Wodniki | bóbrecki                 | Podhorodyszcze            |

Po II wojnie światowej gminy te włączono do Ukraińskiej SRR.